# Simuliidae

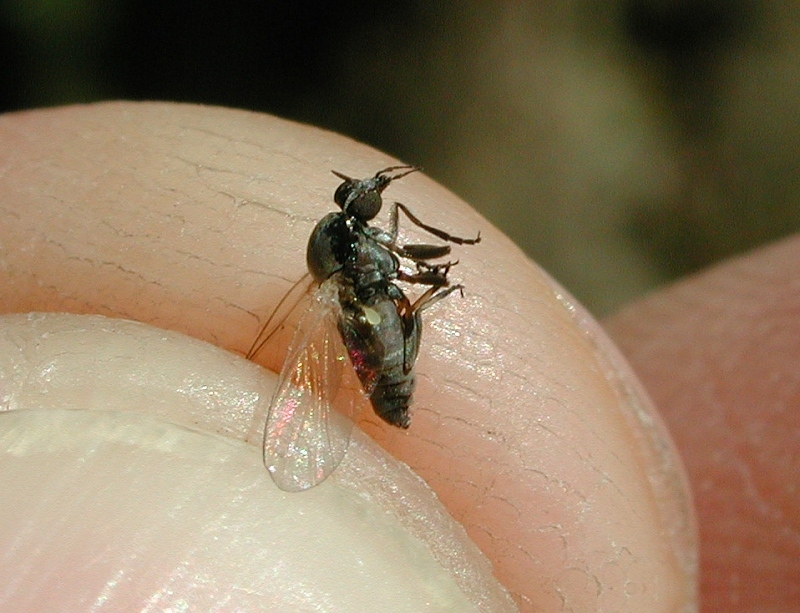
Foto en que se observa el tamaño de una mosca negra.

Los simúlidos (Simuliidae), conocidos vulgarmente como borrachudos o moscas negras, son una familia de dípteros nematóceros de pequeño tamaño (de 2 a 5 mm), de color generalmente oscuro y que se diferencian de los  mosquitos por tener el cuerpo más rechoncho, boca picadora-chupadora, alas anchas y patas mucho más cortas. Son un azote para el ganado y las personas, ya que algunas especies actúan como vectores de graves enfermedades como la oncocercosis. Se conocen unas 2100 especies en 35 géneros.

## Historia natural
Los simúlidos se pueden encontrar en número abundante en arbustos y árboles situados cerca de cursos de agua corriente y al atardecer pueden formar enjambres de muchos individuos. Sus larvas son acuáticas y viven fijadas sobre piedras y vegetación (generalmente algas) en lugares donde el agua corra, esté limpia y bien oxigenada. Sus hábitos son diurnos, especialmente a primera y última hora del día, y su radio de actuación puede llegar a los 50 km desde el lugar donde han nacido.
En general, los simúlidos se alimentan de los jugos de los vegetales, pero las hembras adultas (aladas) de muchas especies son hematófagas, pueden picar a las personas y a otros animales, al igual que los mosquitos, para chupar su sangre, la cual es una aportación nutricional excelente para el desarrollo y la puesta de los  huevos. Su aparato bucal es de tipo mandibular, a diferencia de los mosquitos que pican con un estilete, y por lo tanto efectúan una picadura-mordedura dolorosa que, en algunos casos, puede sangrar. Mientras pican, no obstante, inyectan un anestésico, un vasodilatador y un anticoagulante que evitan que la mordedura se note al instante. Posteriormente se produce una fuerte irritación e inflamación de la zona que, en algunos casos, puede necesitar atención sanitaria.

## Anatomía

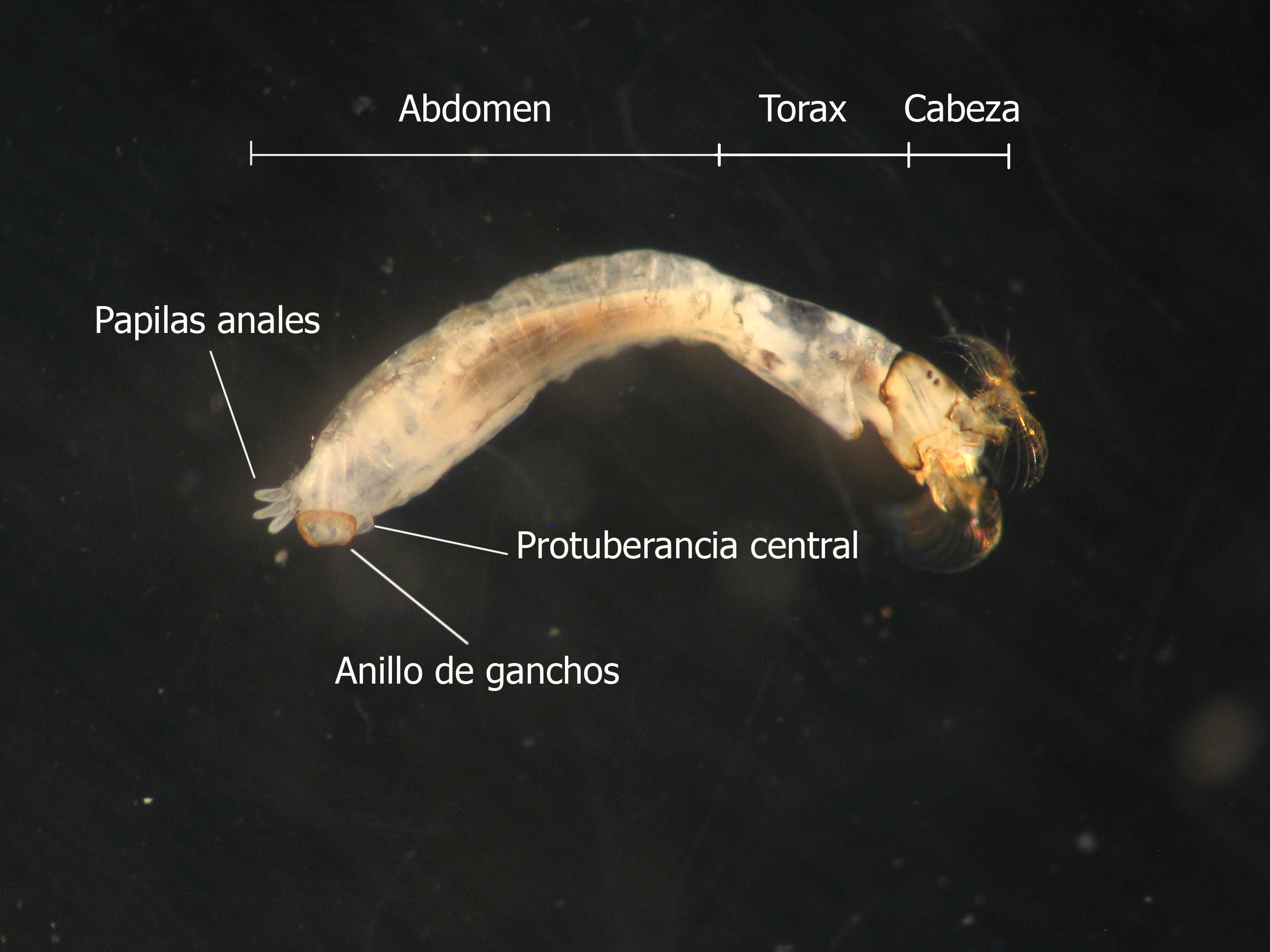
Anatomía de un larva de Simuliidae

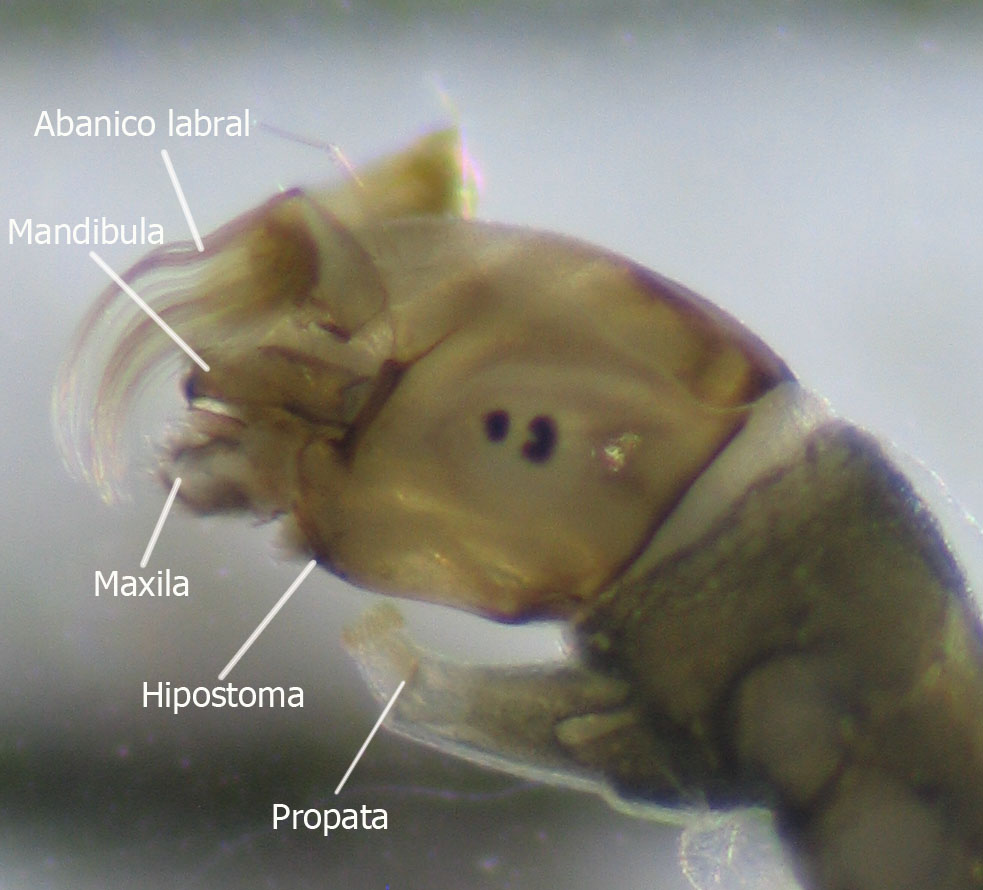
Anatomía de la parte anterior de una larva de Simuliidae

La larva es más o menos cilíndrica y alargada. Su longitud es de 3,5 a 15 mm. Su color es grisáceo, café amarillento o negro, a veces pueden presentar manchas irregulares de color rojizo, anaranjado, verde o violáceo. Son prognatos y usualmente poseen unos abanicos labrales utilizados para filtrar partículas de alimento del medio. Las antenas son delgadas con tres segmentos.
La cápsula de la cabeza presenta un hipostoma en la parte anteroventral. Las piezas bucales están bien desarrolladas, con el labro formando un lóbulo agrandado en la región anteroventral y que es continuo con las bases de los abanicos labrales. Las mandíbulas están esclerotizadas, de forma rectangular, un poco aplanadas lateralmente, poseen de 3 a 6 dientes apicales y dos series de dientes pequeños o margen lateral serrado, además poseen 8 grupos principales de cepillos de setas. Las maxilas, que están en posición ventral respecto a las mandíbulas, consisten en unas grandes estructuras lobulares digitiformes de un solo segmento.
Los segmentos torácicos son fuertes y no delineados. El segmento anterior posee una propata la cual tiene un anillo apical formado por diminutos ganchos ordenados en filas. El abdomen tiene 8 segmentos no muy definidos, su diámetro es menor en la parte anterior que en la posterior. Algunas veces, en el segmento 8 del abdomen, están presentes unos tubérculos cónicos o solamente una protuberancia central. Posteriormente la larva presenta un anillo formado por varias líneas de ganchos diminutos, en cuya posición anterodorsal se encuentra una esclerita en forma de “X” o “Y”. El recto posee unas papilas anales incoloras las cuales podrían tener una función osmoreguladora; estas están compuestas por tres lóbulos simples digitiformes los cuales algunas veces poseen lóbulos secundarios. La cutícula del abdomen usualmente es lisa pero puede ser rugosa, poseer una microescultura o tener ornamentos de setas o escamas finas, especialmente en la parte posterior.

## Géneros
- Araucnephia
- Araucnephioides
- Archicnephia
- Austrosimulium
- Baisomyia
- Cnephia
- Cnesia
- Cnesiamima
- Crozetia
- Ectemnia
- Gigantodax
- Greniera
- Gydarina
- Gymnopais
- Kovalevimyia
- Levitinia
- Lutzsimulium
- Mayacnephia
- Metacnephia
- Paracnephia
- Parasimulium
- Paraustrosimulium
- Pedrowygomyia
- Prosimulium
- Simuliites
- Simulimima
- Simulium
- Stegopterna
- Sulcicnephia
- Titanopteryx
- Tlalocomyia
- Twinnia

## Los simúlidos como plaga
El primer caso de picadura documentado en Tarragona data de 1997, pero no fue hasta el año 2003 que la Generalidad de Cataluña inició actuaciones para conseguir la disminución de la población de este insecto. La primavera del año 2004 se iniciaron los tratamientos contra las larvas de simúlidos en varios tramos del río Ter, el río Terri y la riera Xunclà. En el año 2005 se añadieron, algunos tramos más del río Ter y río Llémena a la altura de San Gregorio.
Los esfuerzos por erradicar la plaga no están dando resultados. En pleno verano de 2011 los casos aumentaron y alcanzaron Zaragoza capital, en la ribera del Ebro y cercanías. También en 2011 empezó a detectarse mosca negra en localidades del sureste de la Comunidad de Madrid como Rivas o Torrejón de Ardoz, agravándose año a año desde entonces. A finales de primavera de 2017, hubo casos en las ciudades del sur de la Comunidad de Madrid, como Aranjuez.
Desde 2001, se ha puesto en marcha la reintroducción de una población migratoria de Grus americana en el este de América del Norte. El éxito de eclosión, sin embargo, ha sido extremadamente bajo por el acoso de moscas negras (Simuliidae) a las aves incubando, teniendo presente que las especies de mosca negra fueron Simulium annulus, S. johannseni, y S. meridionale.  Para eliminar las larvas de la mosca negra en el caso de las grullas se dispensó Bacillus thuringiensis subsp. israelensis en el hábitat de cría de las larvas.